# Itaituba
Itaituba este un oraș în Pará (PA), Brazilia.